# Adalino Mealli
Adalino Mealli (* 20. April 1910 in Malva (Toscana); † 9. Januar 2001 in Terranuova Bracciolini) war ein italienischer Radrennfahrer.

## Sportliche Laufbahn
Mealli war im Straßenradsport aktiv. Er begann mit 21 Jahren im Verein Ideal Incisa Valdarno mit dem Radsport. Als Amateur gewann er den Circuito di Cesa 1928 und das Amateurrennen der Tre Valli Varesine 1933.
1934 wurde er Berufsfahrer und blieb bis 1947 als Radprofi aktiv. Der Zweite Weltkrieg unterbrach seine Karriere, 1947 fuhr er seine letzte Saison als Profi ohne Vertrag bei einem Radsportteam. Er beendete seine Karriere nach einem schweren Sturz bei einem Rennen mit einem Schien- und Wadenbeinbruch.
In seiner ersten Profisaison gewann er eine Etappe der Tour de Suisse und zwei Etappen im Giro del Lazio, in der Mealli hinter Renato Scorticati Zweiter wurde. 1935 war er erneut auf einem Tagesabschnitt der Tour de Suisse und des Giro del Lazio erfolgreich. Bei Mailand–Turin 1935 belegte er hinter Giovanni Gotti den 2. Platz.
Im Giro d’Italia startete Mealli siebenmal. 1934 wurde er 14., 1935 18., 1936 4., 1937 11., 1938 10. und 1939 17. in der Gesamtwertung. 1940 war er ausgeschieden.